# Alabama (langue)
Pour les articles homonymes, voir Alabama (homonymie).
L’alabama est une langue muskogéenne parlée aux États-Unis, dans le Sud-Est du Texas par environ 100 personnes, dans la réserve Alabama-Coushatta. Elle est proche du koasati.

## Histoire de la langue
Jusqu'au XVIIIe siècle, la langue était parlée en Alabama, à la confluence des rivières Coosa et Tallapoosa, non loin de la ville actuelle de Montgomery. Depuis 1854, les Alabamas, avec des Koasatis se sont installés dans le comté de Polk, au Texas.

## Phonologie
Les phonèmes de l'alabama sont les suivants :

### Consonnes
|              |              | Labiale | Alvéolaire | Palatale | Vélaire | Glottale |
| ------------ | ------------ | ------- | ---------- | -------- | ------- | -------- |
| Occlusive    | Non-voisée   | p       | t          |          | k       |          |
| Occlusive    | Voisée       | b       |            |          |         |          |
| Affriquée    | Affriquée    |         |            | t͡ʃ       |         |          |
| Fricative    | centrale     | f       | s          |          |         | h        |
| Fricative    | latérale     |         | ɬ          |          |         |          |
| Nasale       | Nasale       | m       | n          |          |         |          |
| Latérale     | Latérale     |         | l          |          |         |          |
| Semi-voyelle | Semi-voyelle | w       |            | j        |         |          |

### Voyelles
L'alabama a trois voyelles qui ont trois qualités : courtes, longues et nasales. Cependant les nasales n'apparaissent que dans les mots fléchis par des affixes.
|           | Antérieure | Antérieure | Antérieure | Centrale | Centrale | Centrale | Postérieure | Postérieure | Postérieure |
| --------- | ---------- | ---------- | ---------- | -------- | -------- | -------- | ----------- | ----------- | ----------- |
| Fermée    | i          | iː         | ĩ          |          |          |          |             |             |             |
| Mi-fermée |            |            |            |          |          |          | o           | oː          | õ           |
| Ouverte   |            |            |            | a        | aː       | ã        |             |             |             |

## Morphologie

### Le verbe
Comme dans les autres langues muskogéennes, le verbe est modifié par cinq affixes appelés degrés.
- Le degré F[1]. Il est marqué par un ton descendant sur la syllabe pénultième de la forme verbale. Certaines formes apparaissent seulement avec cet aspect.
- Le degré L. Il allonge la pénultième, si c'est une syllabe ouverte, et a un ton haut. Il indique un aspect imperfectif, une action qui se continue dans le présent ou existe toujours.
- Le degré H. Infixe /-h-/ à la fin de la pénultième et marque, par exemple, le superlatif.
- Le degré G. Marqué par la gémination, il indique une action ponctuelle, entre autres.
- Le degré N. Nasalise la pénultième, et indique une action répétée.